# Кел (король Вессексу)
Кел або Келрік (англ. Ceol, помер у 597 р.) — четвертий король Вессексу (592—597 рр.), племінник Кевліна.

## Біографія
Походив з Вессекської династії. Був сином Кути, короля Сассексу, та онуком Кінріка, який правив Вессексом у 534—560 рр.
Кел захопив престол Вессекса, усунувши свого дядька Кевліна. «Англосаксонська хроніка» вказує на 591 або 592 рік як на початок правління Кела, хоча в цей час ще був живий Кевлін. Можливо, що при старіючому королі йшла боротьба за верховну владу.
Кел правив шість років. Після його смерті престол Вессексу перейшов до його брата Келвульфа (597—611 рр.).